# Èpsilon de la Màquina Pneumàtica
Epsilon de la Màquina Pneumàtica (ε Antliae) és una estrella de la constel·lació de la Màquina Pneumàtica. Èpsilon de la Màquina Pneumàtica és una estrella gegant taronja del tipus K de la magnitud +4,51. Està aproximadament a 700 anys llum de la Terra.